# Thomas Blood
Thomas Blood (Clare, 1618 – Westminster, 23 agosto 1680) è stato un militare e criminale irlandese noto per aver tentato di rubare i gioielli della corona travestito da sacerdote: venne scoperto e arrestato, ma il re Carlo II fu talmente colpito dalla sua audacia che non solo lo dispensò dal processo, ma lo ricompensò anche con dei poderi.
Nato nella Contea di Clare da famiglia benestante, suo padre era un fabbro e suo nonno paterno era stato membro del Parlamento e residente nel Castello di Kilnaboy. Fu educato in Inghilterra ed all'età di vent'anni si unì in matrimonio con Maria Holcroft, figlia di un gentiluomo del Lancashire, originario di Golborne, e fece ritorno nella sua terra madre.
Nel 1642, allo scoppio della Prima guerra civile inglese fece ritorno in Inghilterra per prestare servizio al fianco dei realisti di Carlo I d'Inghilterra, tuttavia, poiché il conflitto era destinato a veder vincere la parte avversa, cambiò bandiera e si fece sostenitore delle Teste rotonde di Oliver Cromwell. Alla fine della guerra, come ricompensa per i suoi servigi, Cromwell fece dono a Blood di alcuni terreni e lo elesse giudice di pace. Con il ritorno di Carlo II d'Inghilterra sul trono nel 1660 Blood fu costretto a fuggire in Irlanda con la sua famiglia e l'Act of Settlement del 1662 colpì finanziariamente Blood che fu costretto a seguire i seguaci di Cromwell in Irlanda che tentavano di organizzare una nuova insurrezione.
Come operazione di insurrezione Blood progettò di assaltare il Castello di Dublino e di prendere come ostaggio James Butler, I duca di Ormonde, nella sua veste di Lord Luogotenente d'Irlanda. Ma proprio allo scattare delle operazioni il suo piano venne scoperto e Blood e i suoi uomini furono costretti a fuggire prima verso le montagne e poi nei Paesi Bassi.